# Бітонто
Бітонто (італ. Bitonto) — місто та муніципалітет в Італії, у регіоні Апулія,  метрополійне місто Барі.
Бітонто розташоване на відстані близько 370 км на схід від Рима, 22 км на південний захід від Барі.
Населення — 55 644 особи (2014).

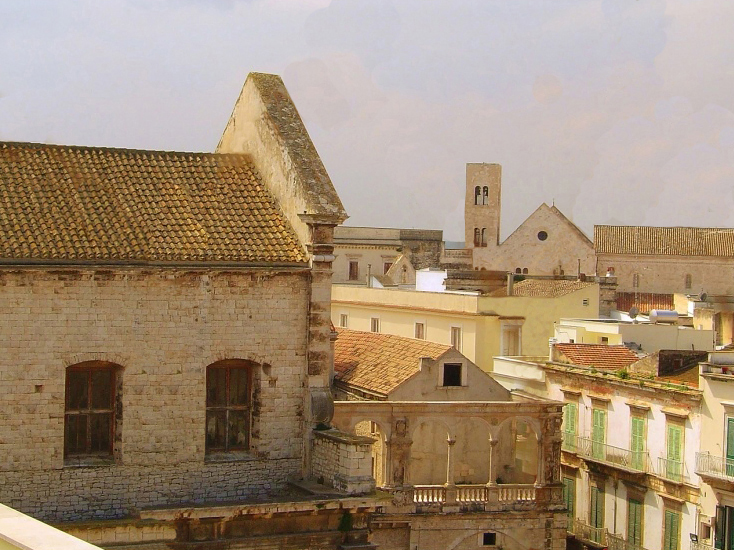

Щорічний фестиваль відбувається 26 травня. Покровитель — Immacolata Concezione.

## Демографія
Населення за роками:

Станом на 1 січня 2023 року в муніципалітеті офіційно проживало 896 іноземців з 66 країн, серед них 196 громадян країн Євросоюзу та 11 громадян України.

## Клімат
| Bitonto               | Місяці | Місяці | Місяці | Місяці | Місяці | Місяці | Місяці | Місяці | Місяці | Місяці | Місяці | Місяці | Пора | Пора | Пора | Пора | Рік  |
| Bitonto               | Січ    | Лют    | Бер    | Кві    | Тра    | Чер    | Лип    | Сер    | Вер    | Жов    | Лис    | Гру    | Зим  | Вес  | Літ  | Осі  | Рік  |
| --------------------- | ------ | ------ | ------ | ------ | ------ | ------ | ------ | ------ | ------ | ------ | ------ | ------ | ---- | ---- | ---- | ---- | ---- |
| Темп. макс. (°C)      | 10.5   | 11.4   | 13.6   | 17.4   | 22.2   | 26.5   | 29.1   | 29.3   | 25.4   | 20.2   | 15.7   | 12.1   | 11.3 | 17.7 | 28.3 | 20.4 | 19.5 |
| Темп. мін. (°C)       | 4.2    | 4.3    | 6.0    | 8.5    | 12.3   | 16.2   | 18.8   | 19.0   | 16.2   | 12.4   | 8.6    | 5.8    | 4.8  | 8.9  | 18   | 12.4 | 11   |
| Опади (мм)            | 52     | 58     | 46     | 43     | 39     | 30     | 22     | 26     | 49     | 61     | 62     | 60     | 170  | 128  | 78   | 172  | 548  |
| Вологість повітря (%) | 78.4   | 77.1   | 75.1   | 72.0   | 69.1   | 65.2   | 61.6   | 63.6   | 70.7   | 77.3   | 79.3   | 79.4   | 78.3 | 72.1 | 63.5 | 75.8 | 72.4 |

## Сусідні муніципалітети
- Альтамура
- Барі
- Бітетто
- Джовінаццо
- Модуньо
- Пало-дель-Колле
- Руво-ді-Пулья
- Терліцці
- Торитто

## Міста-побратими
- Баня-Лука, Боснія і Герцеговина